# Brett Favre
Brett Lorenzo Favre (Gulfport, Mississippi, 10 de outubro de 1969) é um ex-jogador de futebol americano que atuava como quarterback na National Football League. Ele jogou por 20 anos na NFL como profissional, tendo jogado como quarterback pelo Atlanta Falcons (1991), pelo Green Bay Packers (1992–2007), pelo New York Jets (2008) e pelo Minnesota Vikings (2009–2010). Favre é um dos quatro QBs (junto com Peyton Manning, Tom Brady e Drew Brees) que lançaram mais de 70 mil jardas na carreira, o único com 300 interceptações e também o único com 10 mil passes tentados. Ele se aposentou oficialmente em 17 de janeiro de 2011.
Favre começou a jogador futebol americano pela Universidade do Sul do Mississippi por quatro anos antes de ser selecionado no Draft da NFL de 1991 pelo Atlanta (33ª escolha geral). Ele foi então trocado para o Green Bay em 10 de fevereiro de 1992.
Brett se tornou quarterback titular pelo Green Bay Packers no quarto jogo da temporada de 1992 e começou todos os jogos pelo time até a temporada de 2007. Ele então foi trocado para o New York Jets e se tornou QB titular do time pela temporada de 2008 antes de ir para o Minnesota Vikings em 18 de agosto de 2009. Pelo Vikings, ele estabeleceu um novo recorde na NFL com 297 partidas consecutivas começadas como titular (321 incluindo playoffs).
Ele venceu o prêmio de MVP da NFL (Melhor Jogador) três vezes seguidas (1995–97). Ele também conquistou oito títulos de divisão na carreira (1995, 1996, 1997, 2002, 2003, 2004, 2007, 2009), cinco finais de conferência da NFC (1995, 1996, 1997, 2007, 2009) e disputou dois Super Bowl (XXXI, XXXII), vencendo um (a edição XXXI).
Brett Favre conquistou vários recordes na sua carreira na NFL, incluindo maior número de passes completados e de passes tentados, maior número de interceptações sofridas, maior número de partidas disputadas como titular, maior número de partidas disputadas de forma consecutiva como QB titular, maior número de vitórias por um quarterback titular, maior número de sacks sofridos e maior número de fumbles sofridos. Também já deteve o recorde de maior número de passes para touchdown e de jardas aéreas lançadas, sendo ultrapassado nos dois números por Peyton Manning nas temporadas de 2014 e 2015 respectivamente, e em 2018 por Drew Brees. Foi aceito no Hall da Fama do esporte em 2016.

## Primeiros anos

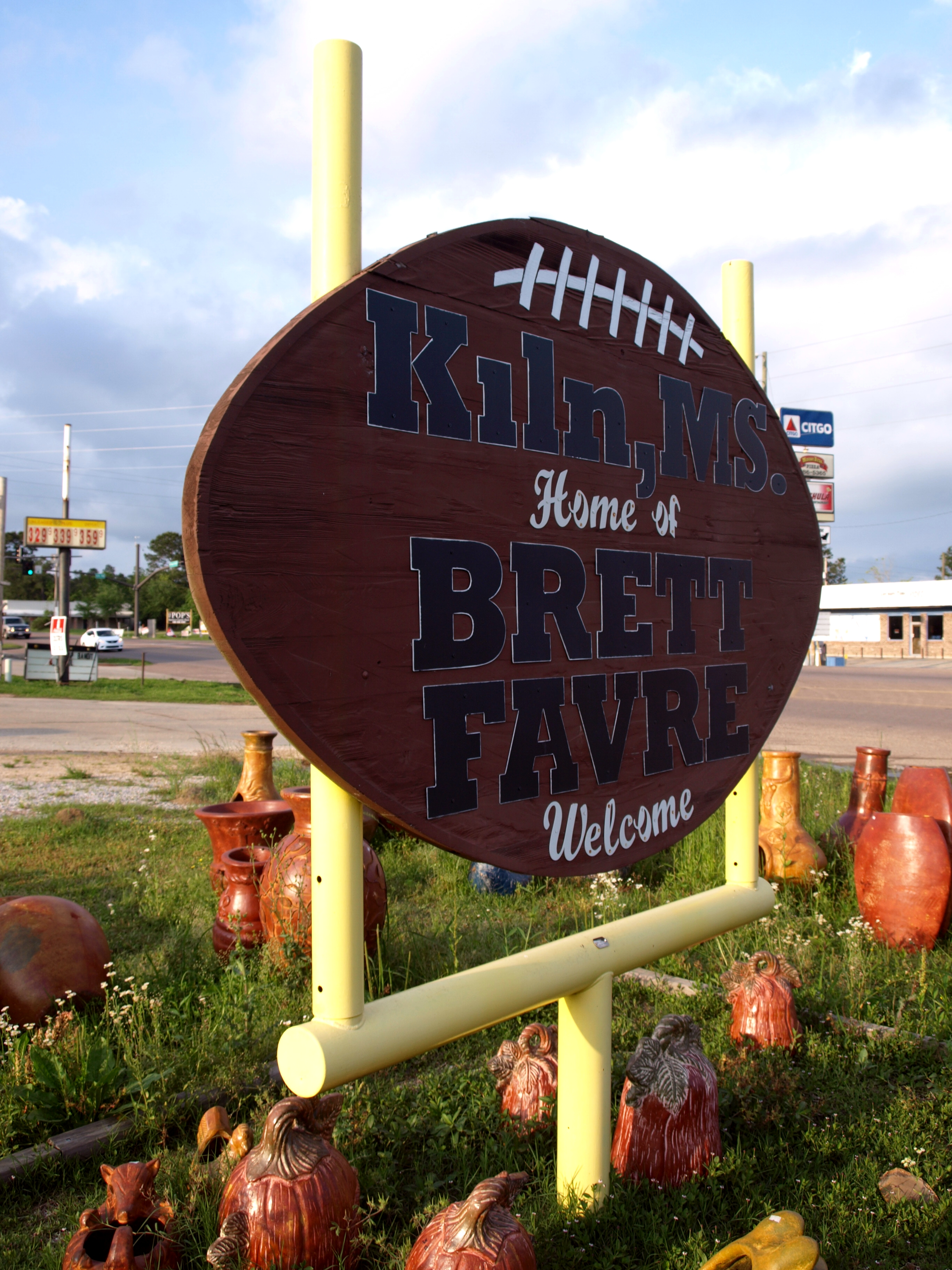
Favre cresceu na pequena cidade de Kiln no Mississippi.

Brett Favre nasceu em Gulfport, Mississippi, filho de Bonita Ann e Irvin Ernest Favre, e cresceu na pequena cidade de Kiln. Seus pais eram professores do Distrito Escolar do Condado de Hancock. Um de seus ancestrais é Simon Favre, uma figura influente no oeste da Flórida no final do século XVIII e início do século XIX.
Brett é o segundo de quatro filhos e frequentou a Hancock North Central High School, onde jogou beisebol e futebol americano. Ele jogou como quarterback, jogador de linha defensiva, Safety, placekicker e Holder em um time que era treinado por seu pai.

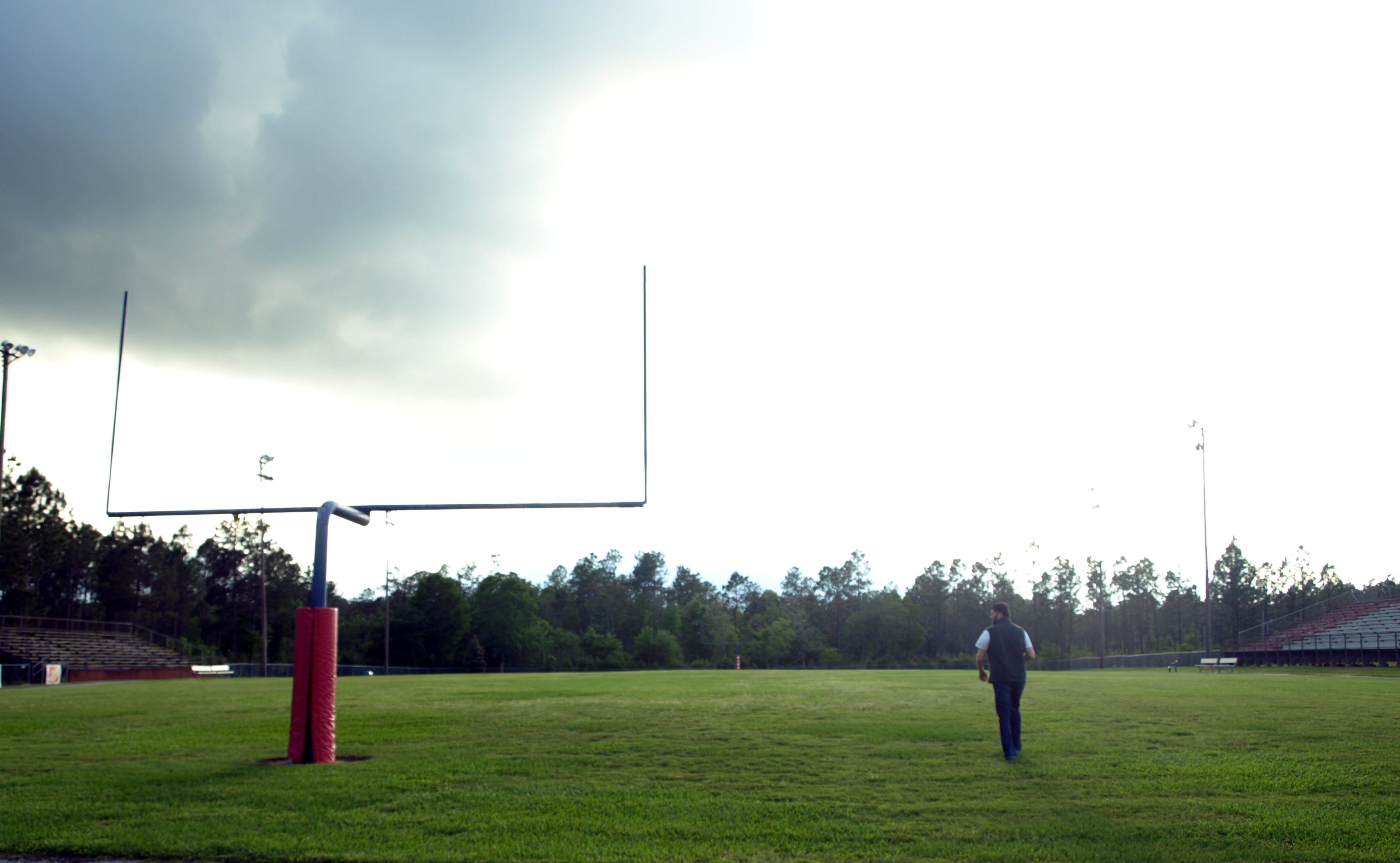
Favre passou seus primeiros anos na North Central Hancock High School, onde suas habilidades o levou a uma bolsa de estudos na Universidade do Sul de Mississippi.

Irvin Favre disse que sabia que seu filho tinha um ótimo braço, mas também sabia que a escola tinha excelentes Running Back. Como resultado, nos três anos em que Brett esteve na equipe, seu pai decidiu usar um estilo de jogo que privilegiava a corrida. Favre raramente lançou mais de cinco passes em um jogo. O assistente técnico da Universidade do Sul de Mississippi, Mark McHale, que estava recrutando para a universidade, assistiu Favre jogar depois de receber recomendações de muitos treinadores próximos. McHale viu Favre jogar a bola de forma tão cativante que mais tarde a descreveu dizendo que: "a bola tinha fumaça e chamas saindo dela".

## Carreira universitária
A Universidade do Sul de Mississippi ofereceu a Favre uma bolsa de estudos, a pedido do assistente técnico McHale. A Universidade do Sul de Mississippi queria que ele jogasse como defensive back, mas Favre queria jogar como quarterback. Favre começou seu primeiro ano como o 7° quarterback e assumiu a posição de titular no segundo tempo do terceiro jogo do ano contra Tulane em 19 de setembro de 1987. Favre, apesar de sofrer uma ressaca da noite anterior e vomitar, levou o time a uma vitória de virada com dois passes para touchdown. Favre foi titular em dez jogos durante o seu primeiro ano e ganhou seis deles.
Em sua segunda temporada, Favre levou o time a 6° posição no estado da Flórida em 2 de setembro de 1989.
Em 14 de julho de 1990, antes do início do último ano de Favre na Universidade do Sul de Mississippi, ele se envolveu em um acidente de carro quase fatal. Ao percorrer uma curva perto da casa de seus pais, Favre perdeu o controle de seu carro, que girou três vezes e parou em uma árvore. Foi só depois que um de seus irmãos quebrou uma janela do carro com um taco de golfe que Favre pode ser retido e levado às pressas para o hospital. Na ambulância, sua mãe estava sentada com ele. "Tudo o que eu ficava perguntando era se eu seria capaz de jogar futebol americano de novo?", Lembrou Favre mais tarde. Os médicos mais tarde removeriam 76 cm do intestino delgado de Favre.
Seis semanas após este incidente, em 8 de setembro, Favre levou a Universidade do Sul de Mississippi a uma vitória sobre Alabama. O treinador de Alabama, Gene Stallings, disse: "Você pode chamar isso de milagre, lenda ou o que você quiser. Só sei que naquele dia, Brett Favre era maior que a vida".
Favre anteriormente deteve vários recordes da Universidade do Sul de Mississippi até que a maioria foi superada por Austin Davis no final da temporada de 2011. Favre teve 15 jogos ao longo de sua carreira, onde ele compilou mais de 200 jardas, tornando-o quarto na história da universidade na lista de todos os tempos nessa categoria. Desses 15 jogos, cinco foram jogos de 300 jardas, os maior número por qualquer um dos quarterbacks da universidade.
Favre ganhou um diploma de ensino com ênfase em educação especial da Universidade do Sul de Mississippi.

### Estatísticas
| Ano      | Time          | Passando | Passando | Passando | Passando | Passando | Passando | Passando | Passando | Correndo | Correndo | Correndo |
| Ano      | Time          | Ten      | Cmp      | %        | Jds      | J/T      | TD       | Int      | Rating   | Ten      | Jds      | TD       |
| -------- | ------------- | -------- | -------- | -------- | -------- | -------- | -------- | -------- | -------- | -------- | -------- | -------- |
| 1987     | Southern Miss | 194      | 79       | 40.7     | 1,264    | 6.5      | 15       | 13       | 107.6    | 57       | 169      | 1        |
| 1988     | Southern Miss | 319      | 178      | 55.8     | 2,271    | 7.1      | 16       | 5        | 129.0    | 51       | −15      | 0        |
| 1989     | Southern Miss | 381      | 206      | 54.1     | 2,588    | 6.8      | 14       | 10       | 118.0    | 43       | −25      | 0        |
| 1990     | Southern Miss | 275      | 150      | 54.5     | 1,572    | 5.7      | 7        | 6        | 106.6    | 42       | −218     | 0        |
| Carreira | Carreira      | 1,169    | 613      | 52.4     | 7,695    | 6.6      | 52       | 34       | 116.6    | 193      | −89      | 1        |

Fonte:

## Carreira profissional

### Atlanta Falcons (1991)
Favre foi selecionado pelo Atlanta Falcons na segunda rodada (33ª escolha geral) do Draft de 1991. Em 19 de julho de 1991, Favre concordou com um contrato no valor de US $ 1,4 milhão por três anos com um bônus de assinatura de US $ 350.000.
O treinador de Atlanta, Jerry Glanville, não aprovou a escolha de Favre, dizendo que prefiria sofrer uma queda de avião do que colocar Favre em algum jogo jogo. O primeiro passe de Favre em um jogo da temporada regular da NFL resultou em uma interceptação retornada para um touchdown em um jogo contra o Washington Redskins.
Ele só tentou quatro passes em sua carreira em Atlanta, foi interceptado duas vezes e não completou nenhum deles. Favre também sofreu um sack e teve uma perda de onze jardas.

### Green Bay Packers (1992–2007)
Em 11 de fevereiro de 1992, o gerente geral do Green Bay Packers, Ron Wolf, trocou uma escolha de primeira rodada (19ª escolha geral, que seria usada no Running Back Tony Smith) para o Atlanta Falcons em troca de Favre. Wolf, quando era assistente do gerente geral do New York Jets, pretendia selecionar Favre no Draft de 1991, mas Favre foi levado pelos Falcons na escolha anterior.
De acordo com o Milwaukee Journal-Sentinel e outras fontes, durante os exames físicos após a troca, Favre foi diagnosticado com necrose avascular no quadril, a mesma condição degenerativa que atrapalhou a carreira de Bo Jackson, e os médicos recomendaram que a troca fosse anulada. sua falha física, o que anularia a troca. Wolf rejeitou-os.
Favre jogou 16 temporadas em Green Bay. Durante seu tempo com os Packers, Favre foi o primeiro e único jogador da NFL a ganhar três prêmios consecutivos de MVP da AP. Ele ajudou os Packers a ir para dois Super Bowls, vencendo o Super Bowl XXXI e perdendo o Super Bowl XXXII. Favre foi titular em todos os jogos dos Packers de 20 de setembro de 1992 a 20 de janeiro de 2008, uma sequência de 253 jogos. O recorde continuaria depois que ele deixou os Packers, chegando a 297 jogos na temporada regular. Este continua a ser o recorde de todos os tempos para partidas consecutivas na NFL.

#### Começo (1992-94)
No segundo jogo da temporada de 1992, os Packers jogaram contra o Tampa Bay Buccaneers. Os Buccaneers estavam vencendo por 17-0 no intervalo, quando o treinador Mike Holmgren colocou Favre no segundo tempo. Em sua primeira jogada na temporada regular nos Packers, Favre fez um passe que foi desviado pelo jogador dos Buccaneers, Ray Seals, e capturado pelo próprio Favre. Os Packers perderam o jogo por 31-3, tendo apenas 106 jardas passadas.
No terceiro jogo da temporada de 1992, Don Majkowski machucou o ligamento do tornozelo contra o Cincinnati Bengals, uma lesão grave o suficiente para ficar de fora por quatro semanas. Favre substituiu Majkowski pelo restante do jogo e acabou sofrendo 4 fumbes no decorrer do jogo, uma performance ruim o suficiente para que a torcida pedisse que fosse posto o outro QB reserva na época, Ty Detmer. No entanto, perdendo por 23-17 com 1:07 restantes no jogo, os Packers começaram uma campanha ofensiva em sua própria linha de 8 jardas. Favre então completou um passe de 42 jardas para o wide receiver Sterling Sharpe. Três jogadas depois, Favre lançou para o touchdown vencedor do jogo para o wide receiver Kitrick Taylor com 13 segundos restantes.
O jogo da próxima semana contra o Pittsburgh Steelers marcou o começo do mais longo período consecutivo de um quarterback na história da NFL. O jogo terminou em uma vitória por 17-3 e seu rating foi de 144.6. Durante a temporada, Favre ajudou a criar uma sequência de seis vitórias para os Packers, a mais longa sequência de vitórias da franquia desde 1965. Eles terminaram com um recorde de 9-7 naquela temporada, não indo para os playoffs.
Favre terminou sua primeira temporada com os Packers com 3.227 jardas e um rating de 85.3, sendo chamado para o seu primeiro Pro Bowl.
Na temporada seguinte, Favre ajudou os Packers a chegar aos playoffs, o que não acontecia desde 1982, e foi nomeado para seu segundo Pro Bowl. Favre teve seu primeiro jogo para 400 jardas passadas e liderou a NFC em tentativas de passe, passar completos e interceptações. Após a temporada, Favre se tornou um agente livre e o gerente geral Ron Wolf negociou com Favre um contrato no valor de US $ 19 milhões por cinco anos.
Os Packers terminaram a temporada de 1994 com um recorde de 9-7, avançando para os playoffs pelo segundo ano consecutivo, uma façanha que eles não conseguiam desde a época de Vince Lombardi. Pela primeira vez em sua carreira, ele foi selecionado para o Pro Bowl.

#### MVP (x3) e Super Bowl (1995–97)

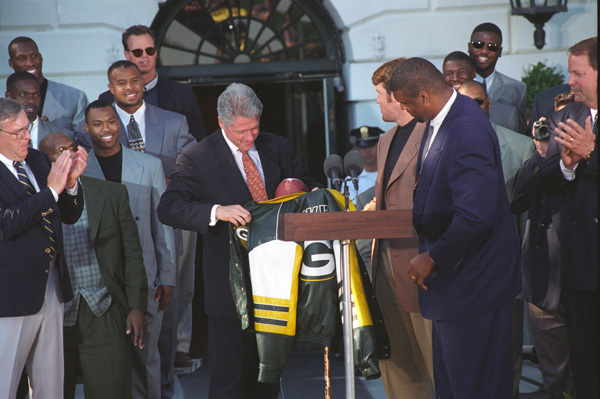
Favre (em um terno marrom) com o companheiro de equipe Reggie White presenteando o presidente Bill Clinton com uma jaqueta dos Packers em uma cerimônia em maio de 1997 após a vitória do Packers no Super Bowl naquele ano

Em 1995, Favre ganhou o primeiro de seus três prêmios de MVP da AP. Favre levou os Packers a um recorde de 11-5, o melhor recorde de Green Bay em quase 30 anos. Nessa temporada, Favre teve 4.413 jardas, 38 touchdowns e um rating de 99,5. Ele também empatou um recorde da NFL, passando para pelo menos dois touchdowns em doze jogos consecutivos, um feito que ele realizou ao longo das temporadas 1994-1995.
Os Packers avançaram para a NFC Championship Game depois de vencer o San Francisco 49ers no Divisional Round. Os Packers acabaram perdendo para o Dallas Cowboys, marcando o terceiro ano consecutivo em que a temporada dos Packers foi encerrada pelos Cowboys nos playoffs.
Ao ser tratado por várias lesões, Favre desenvolveu um vício em Vicodin, que se tornou conhecido publicamente quando ele sofreu uma convulsão durante uma visita ao hospital. Em meio a uma investigação da NFL, ele foi a público para evitar rumores sobre sua condição. Em maio de 1996, ele entrou em tratamento e permaneceu em reabilitação por 46 dias. Se ele tivesse escolhido não ir, a NFL teria imposto uma multa de US $ 900.000.
Favre levou os Packers à sua melhor temporada em 30 anos na temporada de 1996, ganhando seu segundo prêmio consecutivo de MVP no processo. Os Packers lideraram a NFL em pontos marcados (456), bem como o menor número de pontos permitidos (210), juntando apenas ao Miami Dolphins de 1972 como as duas únicas equipes a conseguirem isso. Favre teve 3.899 jardas, 39 passes para touchdown, 13 interceptações e um rating de 95,8. Green Bay empatou com o Denver Broncos como o melhor recorde da temporada regular da NFL, 13–3, e derrotou o San Francisco 49ers (35–14) e Carolina Panthers (30–13) no Lambeau Field nos playoffs. Os Packers avançaram para o Super Bowl XXXI no Louisiana Superdome, a uma curta distância da cidade natal de Favre.
No Super Bowl XXXI, Favre completou 14 passes para 246 jardas e dois touchdown, ele também correu para 12 jardas e um touchdown, quando os Packers venceu o Super Bowl sobre o New England Patriots por 35-21. Favre se tornou o primeiro quarterback a marcar três touchdowns no Super Bowl e não ganhar o prêmio de MVP.
Favre e os Packers continuaram a dominar o NFC durante a próxima temporada. Ele foi nomeado co-MVP da liga pela AP, juntamente com Barry Sanders, do Detroit Lions, seu terceiro prêmio consecutivo. Ele terminou a temporada com 3.867 jardas, 35 touchdown, 16 interceptações e um rating de 92.6. Os Packers terminaram com um recorde de 13-3 e se tornaram a única equipe a derrotar seis equipes que foram para os playoffs. Além disso, o Green Bay avançou para o Super Bowl pelo segundo ano consecutivo.
Os Packers perdeu para o Denver Broncos no Super Bowl XXXII por 31-24 no Qualcomm Stadium, em San Diego, terminando a série de 13 anos de vitórias no Super Bowl da NFC. Favre completou 25 passes para 256 jardas e três touchdowns, com uma interceptação e um fumble.

#### Meio da carreira (1998-2002)

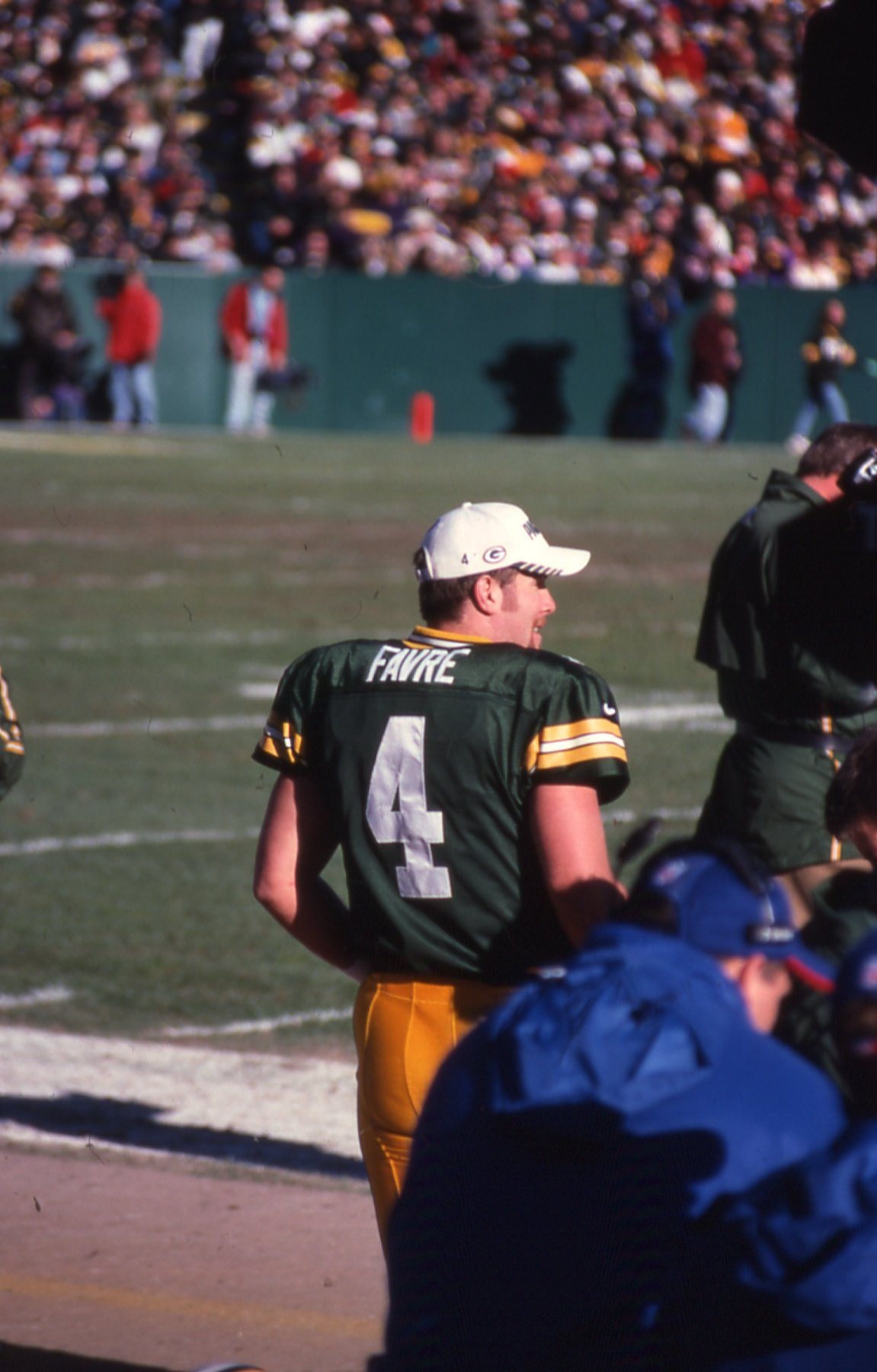
Favre em 1998

Os Packers perderam para o San Francisco 49ers em um jogo de Wild Card em 1998. Favre e os Packers falhou pela primeira vez desde 1994 em alcançar pelo menos a NFC Championship Game.
No final da temporada regular de 2001, Favre foi alvo de pequenas controvérsias quando, em um jogo contra o New York Giants no Giants Stadium, ele foi sacado por Michael Strahan. O sack de Strahan (22,5) bateu o recorde de 22 sacks de Mark Gastineau em 1984. A controvérsia (Favre caiu facilmente) seguiu Strahan continuamente. Jim Fassel, treinador de Strahan em 2001, disse que quando um atleta respeitado como Strahan se aproxima de um recorde, às vezes os adversários querem que ele o quebre.
Em 1º de março de 2001, Favre assinou uma extensão de contrato "vitalícia", que tecnicamente era uma extensão de contrato de 10 anos no valor de cerca de US $ 100 milhões.
Favre e os Packers continuaram com os resultados positivos nas próximas temporadas. Durante a temporada de 2004, os Packers chegaram ao recorde de mais temporada com mais vitórias do que derrotas (13) na NFL. A sequência terminou em 2005, com os Packers terminando com um recorde de 4-12.

#### Tragédias pessoais (2003-2006)
Um dia depois que seu pai morreu, Favre decidiu jogar no Monday Night Football contra o Oakland Raiders. Os Packers viajaram para Oakland onde Favre teve quatro touchdowns no primeiro tempo e 399 jardas em uma vitória por 41-7 sobre os Raiders. Ele completou 73,3% de seus passes e terminou o jogo com um rating de 154,9. Depois disso, Favre disse: "Eu sabia que meu pai queria que eu jogasse. Eu o amo tanto e amo esse jogo. Significa muito para mim, para meu pai e para minha família esse tipo de performance, eu sei que ele estava assistindo esta noite". Após o jogo, ele foi ao funeral de seu pai em Pass Christian, Mississippi. Favre ganhou um Prêmio ESPY por sua performance no Monday Night Football.

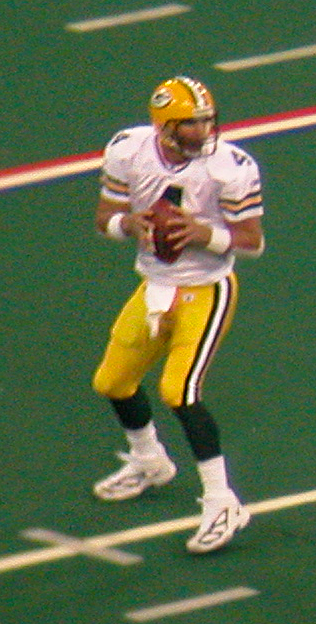
Favre lançando um passe durante a temporada de 2004.

Um jogo notável na temporada de 2004 foi contra o New York Giants. Durante o jogo, Favre sofreu uma concussão mas mesmo assim ele lançou um passe para touchdown de 28 jardas para Javon Walker em uma quarta descida. Posteriormente, foi relatado que Favre não se lembrava da jogada. Durante a pós-temporada de 2004, ele quebrou o recorde de Dan Marino para jogos consecutivos com pelo menos um passe para touchdown na pós-temporada.
Após a morte de seu pai, uma série de eventos relacionados à família de Favre foi relatada na mídia. Em outubro de 2004, dez meses após a morte do pai de Favre, seu cunhado, Casey Tynes, foi morto em um acidente na propriedade da família no Mississippi.
Logo depois, em 2004, a esposa de Favre, Deanna Favre, foi diagnosticada com câncer de mama. Após tratamento até 2004, ela se recuperou. Ela criou a Fundação Deanna Favre Hope, que apóia a educação sobre o câncer de mama e serviços de diagnóstico para todas as mulheres, incluindo aqueles que são medicamente carentes.

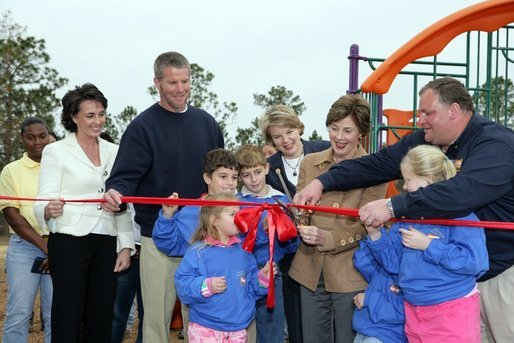
Favre, terceiro da esquerda; sua esposa Deanna, segunda da esquerda; e a primeira dama Laura Bush, terceira da direita; assistem a uma cerimônia em Kiln, Mississippi, após o furacão Katrina

No final de agosto de 2005, a família de Favre sofreu outro revés: o furacão Katrina varreu Mississippi, destruindo a casa de sua família; no entanto, nenhum dos membros de sua família foi ferido. A propriedade de Brett e Deanna em Hattiesburg, Mississippi também foi extensivamente danificada.

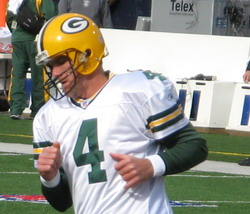
Favre em 2006

Na temporada de 2005, apesar de ter jogado mais de 3.000 jardas pela 14ª vez consecutiva, Favre teve uma temporada abaixo da média com apenas 20 passes para touchdown e 29 interceptações.
Após a decepcionante temporada, muitos especularam que Favre se aposentaria. No entanto, em 26 de abril de 2006, Favre anunciou que permaneceria com a equipe para a temporada de 2006. Apesar dos comentários anteriores de que a temporada de 2006 seria a sua última, Favre anunciou em uma coletiva de imprensa em 6 de maio de 2006, que ele não descartou a possibilidade de voltar para além da temporada de 2006.
Em 24 de setembro de 2006, ele se tornou apenas o segundo quarterback da história da NFL a registrar 400 passes de touchdown (sendo Dan Marino o primeiro). Ele também se tornou o primeiro jogador a completar 5 mil passes em sua carreira. Em 31 de dezembro de 2006, os Packers jogaram seu último jogo da temporada, vencendo por 26-7 contra o Chicago Bears. Foi a sua 22ª vitória na carreira contra os Bears, levando-o a um recorde de 22-8.

#### Temporada recorde (2007)
Em 26 de fevereiro de 2007, Favre foi submetido a uma pequena cirurgia artroscópica no tornozelo em Green Bay para remover um acúmulo de esporões ósseos no tornozelo esquerdo.
Em 16 de setembro de 2007, Favre e os Packers derrotaram o New York Giants para dar a Favre seu recorde de 149 vitórias, passando John Elway. Em 30 de setembro, Favre jogou um passe para touchdown em um jogo contra os Vikings. Este foi seu 421º passe para touchdown e estabeleceu um novo recorde de todos os tempos, ultrapassando os 420 de Dan Marino.

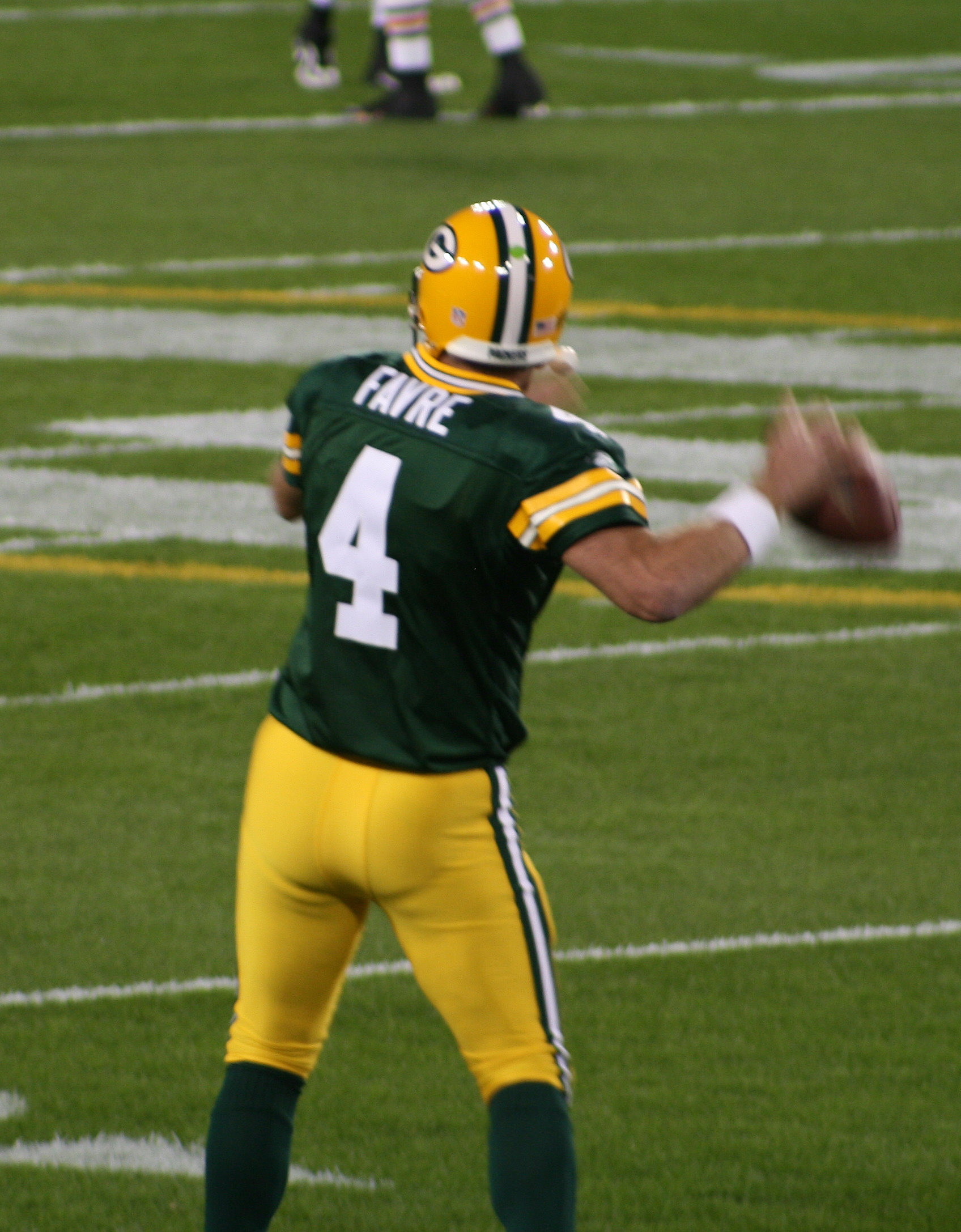
Favre com os Packers em 2007

Em 4 de novembro de 2007, depois que os Packers derrotaram o Kansas City Chiefs por 33-22, Favre tornou-se apenas o terceiro quarterback a derrotar todos os outros times atuais da NFL. Ele se juntou a Peyton Manning e Tom Brady como os únicos quarterbacks da história da NFL a fazer isso, apenas uma semana depois que os dois conseguiram a conquista. No Dia de Ação de Graças de 2007, Favre levou os Packers a uma vitória por 37-26 sobre o Detroit Lions e levou os Packers a um recorde de 10-1. Ele ganhou o prêmio Galloping Gobbler, dado pela Fox ao MVP do jogo. Favre fez três passes para touchdown em seu 63º jogo na carreira com pelo menos três touchdowns, superando o recorde anterior de 62 de Marino.
Favre levou os Packers a um recorde de 13-3 na temporada regular, ganhando o NFC North. Antes do jogo dos Packers contra o Seattle Seahawks, Favre declarou seu desejo de continuar jogando por mais uma temporada. No Divisional Round, Favre teve três touchdowns em uma vitória por 42-20 sobre os Seahawks. A temporada dos Packers terminou na semana seguinte, quando sofreu uma derrota por 23-20 para o New York Giants. O passe para touchdown de 90 jardas de Favre para o wide receiver Donald Driver no segundo quarto foi o passe mais longo na história dos playoff dos Packers e estendeu o recorde de Favre de mais jogos consecutivos de pós-temporada com um touchdown para 18. Favre declarou após o jogo que faria uma decisão mais rápida do que no passado sobre se ele voltaria para outra temporada.
A temporada de 2007 de Favre culminou com sua seleção para o Pro Bowl de 2008 como quarterback titular da NFC, mas uma lesão no tornozelo o forçou a desistir do jogo.

#### Aposentadoria e volta (2008)
Perto do final da temporada de 2006, surgiu a notícia de que Favre estava pensando em se aposentar. Na verdade, jogando no Soldier Field contra o arqui-rival Bears no final da temporada, Favre foi aplaudido de pé nos segundos finais da vitória dos Packers como uma demonstração de respeito dos fãs de Chicago ao seu inimigo de longa data. Momentos depois, ele deu uma entrevista chorosa com um correspondente da NBC Sports, onde ele admitiu que seu futuro ainda era questionável. No entanto, depois de muito debate, ele retornou para a temporada de 2007, durante a qual seu futuro estava novamente em dúvida e um tópico frequentemente discutido, com muitos na mídia especulando que se os Packers fossem ao Super Bowl, Favre de fato se aposentaria e entregaria a posição para o talentoso Aaron Rodgers, que foi selecionado no draft dois anos antes como herdeiro aparente de Favre.
Em 4 de março de 2008, Favre anunciou formalmente sua aposentadoria. Embora Favre tenha afirmado que ele estava disposto a jogar mais um ano, ele sentiu que outra temporada só seria bem sucedida se ele levasse sua equipe para outra vitória no Super Bowl. Ele acrescentou que as chances de uma vitória no Super Bowl eram pequenas e que ele não estava preparado para o desafio. Em sua coletiva de imprensa, Favre chorou abertamente por deixar a NFL. Ele afirmou que sua decisão, independentemente do que estava sendo dito na mídia, não tinha nada a ver com o que os Packers fizeram ou deixaram de fazer. Parecendo contradizer declarações feitas por seu agente, Bus Cook, Favre disse que sua decisão de se aposentar foi baseada no fato de que ele não queria mais jogar. Ele disse durante a conferência: "Eu sei que posso jogar, mas acho que não quero. E é isso que realmente importa."
Em 2 de julho de 2008, foi relatado que Favre estava em contato com os Packers sobre um possível retorno para a equipe. Em 11 de julho de 2008, Favre enviou uma carta aos Packers pedindo sua liberação incondicional para permitir que ele jogasse em outro time da NFL. O gerente geral dos Packers, Ted Thompson, anunciou que não concederia a Favre uma liberação incondicional e reafirmou o compromisso da organização com Aaron Rodgers como seu novo quarterback. Para complicar as coisas, o contrato de Favre lhe dava o poder de anular qualquer negociação em potencial.
Favre falou publicamente pela primeira vez sobre seu potencial retorno em 14 de julho de 2008, na entrevista, Favre disse que ele era "culpado de se aposentar mais cedo", que ele "nunca foi totalmente comprometido" com a aposentadoria, e que ele foi pressionado pelos Packers a tomar uma decisão antes do Draft e do início do período de agente livre. Favre contestou a noção de que ele não quer jogar por Green Bay e disse que, embora ele entenda que a organização decidiu seguir em frente, eles agora devem permitir que ele faça o mesmo. Ele deixou claro que não voltaria ao Packers como reforço e reiterou seu desejo de ser liberado em vez de negociado, o que lhe permitiria a liberdade de jogar por um time competitivo. Favre também acusou os Packers de serem desonestos, desejando que a equipe fosse direta com ele e com o público.
Na segunda parte da entrevista, Favre expressou sua frustração com a administração dos Packers, falou de sua simpatia pela situação do sucessor Aaron Rodgers e afirmou que ele está 100% comprometido em joga em 2008.
O presidente dos Packers, Mark Murphy, se reuniu com Favre em 30 de julho em Hattiesburg, Mississippi, com uma oferta de um contrato de marketing de US $ 20 milhões, que foi "visto como suborno para que Favre ficasse aposentado".
Favre formalizou o pedido de reintegração com a NFL em 29 de julho de 2008 e sua petição foi concedida pelo comissário Roger Goodell, a partir de 4 de agosto de 2008. Favre então voou para Green Bay para se reportar ao campo de treinamento dos Packers. Depois de uma longa reunião com o técnico Mike McCarthy e o gerente geral Ted Thompson, ambos os lados concordaram que era hora de Favre e a organização se separarem. McCarthy sentiu que Favre não estava na "mentalidade certa" para voltar a jogar pelos Packers, enquanto Favre achava que seu relacionamento com a administração havia se deteriorado a ponto de um retorno à equipe ser insustentável.
Os Packers anunciaram planos para aposentar a camisa #4 de Favre na abertura da temporada de 2008. Esses planos foram descartados quando ele anunciou planos para retornar à NFL. Em março de 2009, os Packers indicaram que a equipe ainda pretendia aposentar o número de Favre, mas devido às circunstâncias em torno de sua saída da equipe, nenhum cronograma foi definido.

### New York Jets (2008)

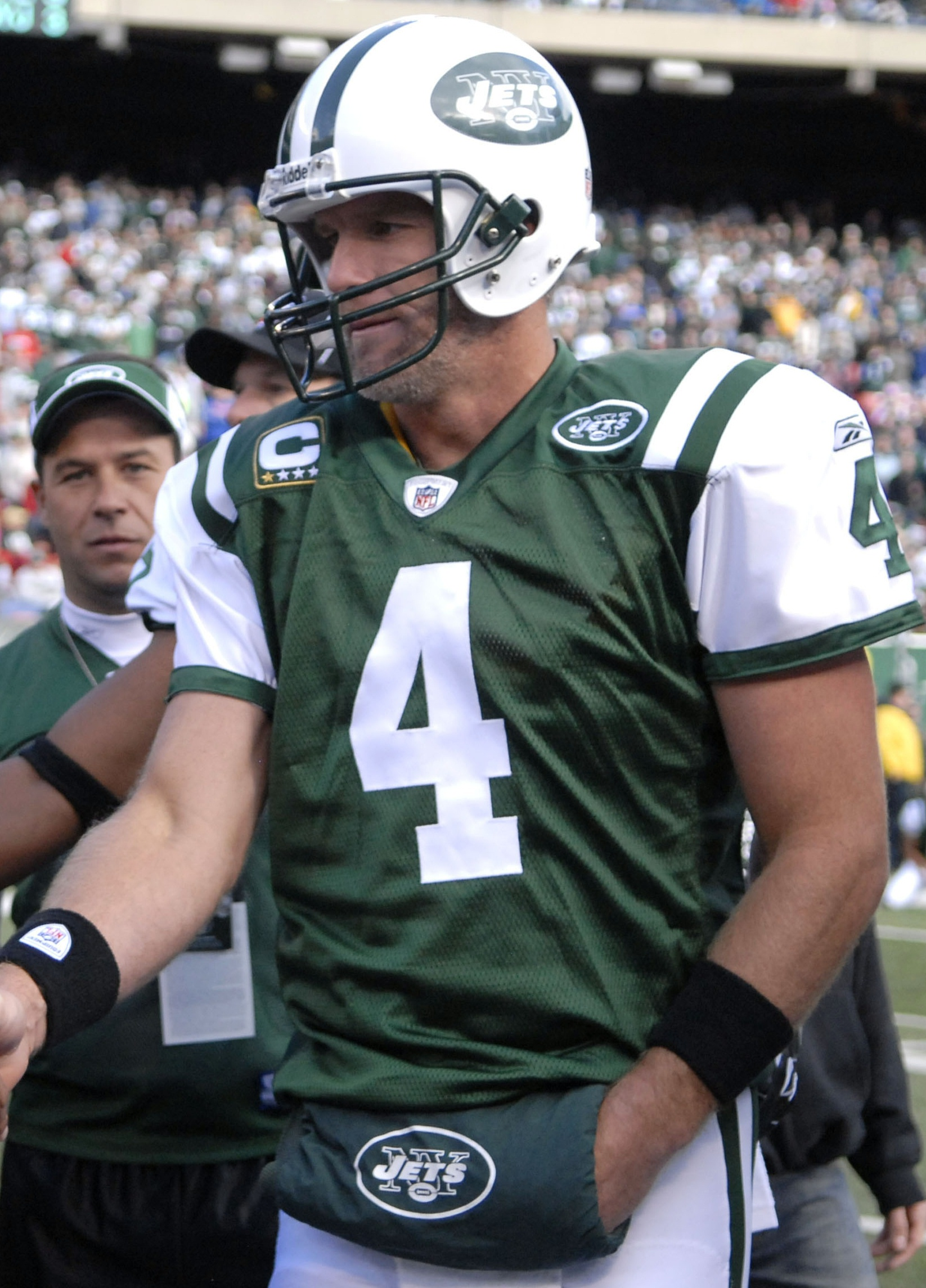
Favre com os Jets em Novembro de 2008

Após negociações com o Tampa Bay Buccaneers e o New York Jets, os Packers negociaram Favre com os Jets em 7 de agosto de 2008, em troca de uma escolha condicional na quarta rodada do Draft de 2009.
A temporada de Favre com os Jets começou bem; na semana 4 da temporada de 2008, ele teve seis touchdowns contra o Arizona Cardinals. Este desempenho levou-o a ser selecionado como o FedEx Air Jogador da Semana. Na semana 12, os Jets haviam compilado um recorde de 8-3. No entanto, os Jets perderam quatro dos últimos cinco jogos da temporada. Nesses cinco jogos, Favre jogou oito interceptações e apenas dois passes para touchdown, totalizando vinte e dois na temporada.
Favre queixou-se de dor no ombro e fez uma ressonância magnética em 29 de dezembro de 2008, que revelou um tendão do bíceps rasgado no ombro direito. Depois que a temporada de 2008 terminou, em meados de janeiro de 2009, Favre disse ao gerente geral dos Jets, Mike Tannenbaum, "pode ser a hora de olhar em uma direção diferente" em relação à posição de quarterback.
Em 11 de fevereiro de 2009, Favre informou aos Jets que ele estava se aposentando após 18 temporadas. Ele permaneceu como parte dos Jets até 28 de abril de 2009, quando a franquia o liberou de seu contrato, permitindo que ele assinasse com qualquer outra equipe.
Em setembro de 2009, Favre novamente foi notícia nos Jets, como a NFL soube que os Jets estavam cientes de que Favre machucou seu braço no décimo primeiro jogo da temporada de 2008 e multou os Jets em $ 125.000 por não reportar a lesão em nenhum dos cinco jogos finais.

### Minnesota Vikings (2009–2010)

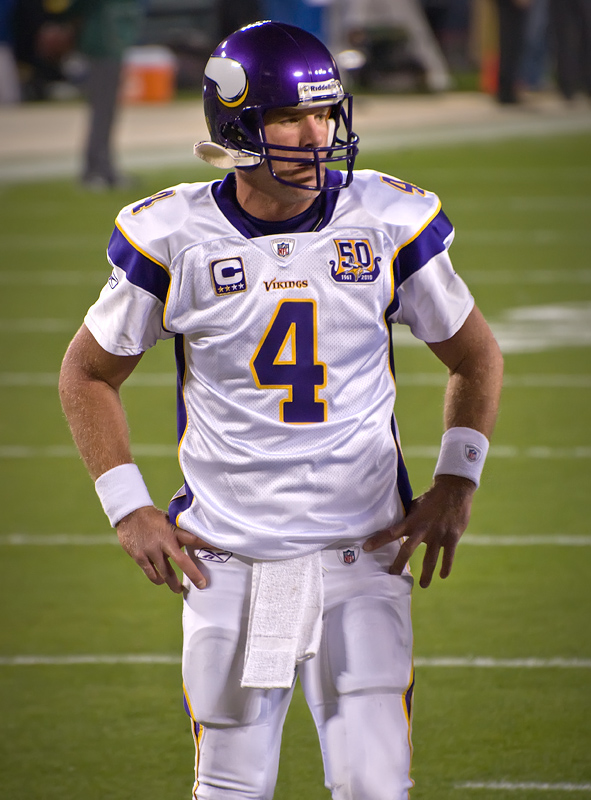
Favre nos Vikings durante a temporada de 2010

Após um período de folga de especulação, Favre assinou oficialmente com o Minnesota Vikings em 18 de agosto de 2009. Ele iria ter uma temporada marcante em que ele superou o ex-jogador dos Vikings, Jim Marshall, em mais partidas consecutivas em uma posição com 291. Ele se tornou o primeiro quarterback na história da NFL a derrotar cada uma das 32 franquias da liga desde que a NFL expandiu para 32 franquias em 2002.
Os Vikings terminaram com um recorde de 12-4 e avançaram para o NFC Championship Game perdendo na prorrogação para o New Orleans Saints. Apesar da derrota, Favre bateu os recordes de playoffs para mais passes e jardas passadas de Joe Montana.
Em 3 de agosto de 2010, a NBC Sports relatou a confirmação de que Favre iria retornar aos Vikings mas que a temporada de 2010 seria sua última. Naquela temporada, Favre alcançou dois marcos, ele jogou para o seu 500º touchdown e 70.000 jardas contra o New York Jets.
Em 13 de dezembro de 2010, devido a uma lesão, Favre foi marcado como inativo para o jogo contra o New York Giants, terminando sua série consecutiva de 297 jogos. Favre foi titular em um total de 321 jogos, incluindo pós-temporada. 

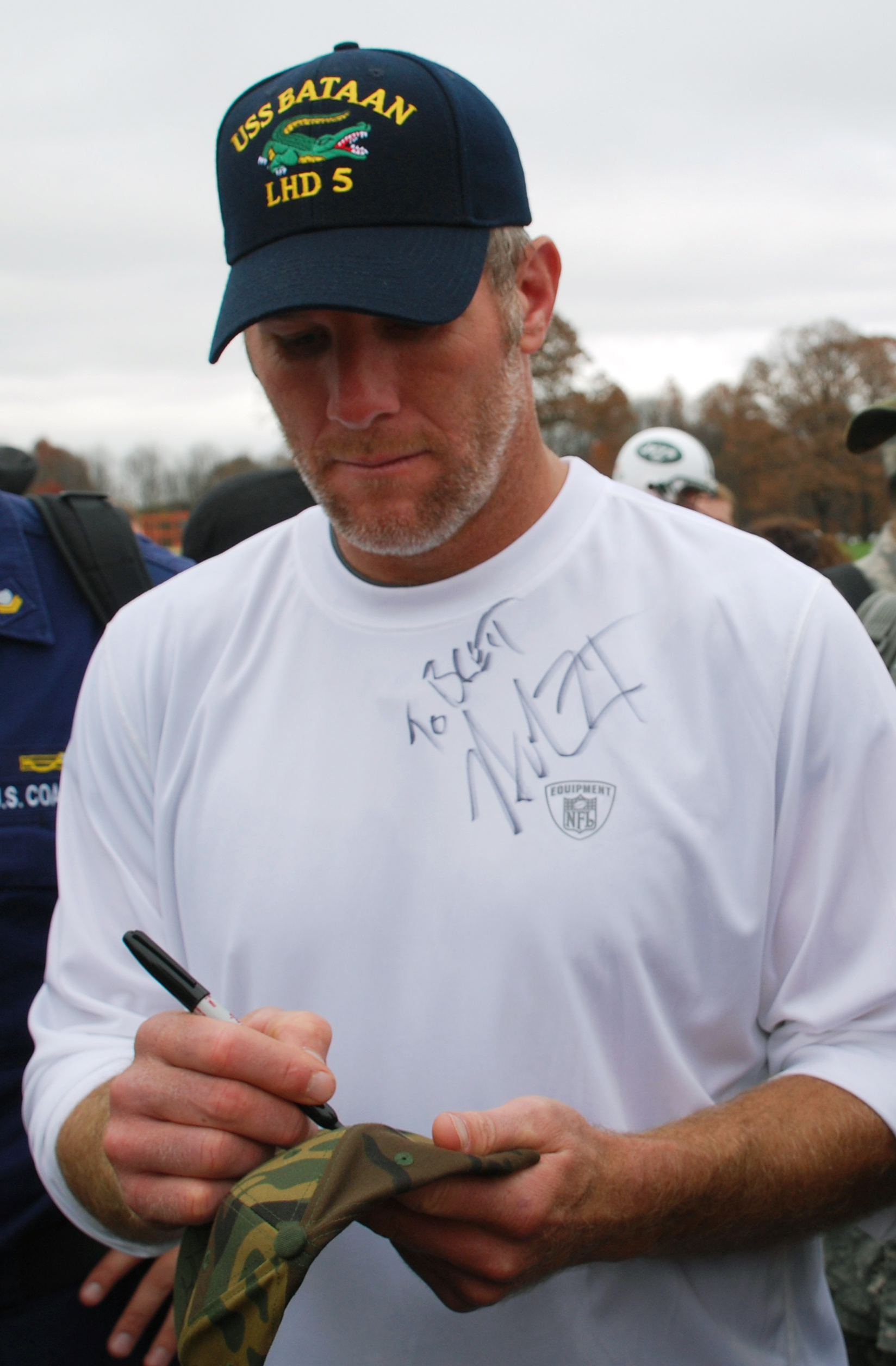
Favre no fim de semana de apreciação militar em 2008

Em 20 de dezembro de 2010, enquanto jogava contra o Chicago Bears no TCF Bank Stadium, Favre sofreu uma concussão. Em 2 de janeiro de 2011, Favre não pôde jogar contra o Detroit Lions no último jogo da temporada regular da NFL devido a sua incapacidade de passar nos testes pós-concussão exigidos pela NFL. Em uma coletiva de imprensa logo após o jogo, Favre anunciou sua intenção de se aposentar. Em 17 de janeiro de 2011, Favre apresentou oficialmente seus documentos de aposentadoria da NFL.

### Problemas de saúde pós-NFL
Em 2013, Favre foi convidado a considerar o retorno à NFL para jogar no St. Louis Rams. Ele recusou a oferta, dizendo à rádio WSPZ em Washington, DC, que ele sofreu perda de memória e que temia estar relacionado às múltiplas concussões que sofreu ao longo de sua carreira.
Ele foi questionado anteriormente em uma entrevista de 2009 com a NBC quantas vezes ele tinha jogado com uma concussão que com os novos padrões teria resultado em ele ficar de fora. "Muito", ele respondeu.

### Trabalho de analista
Favre foi analista de Universidade do Sul de Mississippi, quando eles jogaram contra Rice em 1 de outubro de 2011.
Mais tarde, ele se juntou à NFL Network para cobertura pré-jogo do Super Bowl XLVII. Também foi relatado que Favre recusou ofertas da NFL Network para se tornar um analista.

## Recordes da carreira

### Honras e prêmios

O número de Favre foi aposentado pelos Packers em 2015

Favre recebeu vários prêmios, incluindo:
- 3× MVP pela Associated Press (1995, 1996, e 1997; o último empatado com Barry Sanders).[85]
- 11× Pro Bowl.[86]
- 6× Primeiro- ou Segundo-Time All-Pro.[87]
- Time da década de 1990.[88]

Favre foi introduzido pelo Green Bay Packers no Hall da Fama da equipe em julho de 2015. Em 6 de fevereiro de 2016, Favre foi eleito para o Hall da Fama do Futebol Americano Profissional como membro da turma de 2016.
Além disso, ele foi homenageado por várias organizações, incluindo a Men's Health Magazine, a Sports Illustrated, a Make a Wish Foundation e a United States Sports Academy.

### Recordes e marcos
Favre possui vários recordes da NFL na época de sua aposentadoria em 2010, incluindo:
- Mais passes tentados (10 169)[91]
- Mais interceptações (336)[92]
- Mais jogos como titular (298)[93]

## Estatísticas
| Temporada regular | Temporada regular | Passando | Passando | Passando | Passando | Passando | Passando | Passando | Passando | Passando | Correndo | Correndo | Correndo | Correndo | Correndo |
| Ano               | Time              | J        | Cmp      | Ten      | Cmp%     | Jardas   | TD       | Int      | Lng      | Rating   | Ten      | Jardas   | Média    | TD       | Lng      |
| ----------------- | ----------------- | -------- | -------- | -------- | -------- | -------- | -------- | -------- | -------- | -------- | -------- | -------- | -------- | -------- | -------- |
| 1991              | ATL               | 2        | 0        | 4        | 0,0%     | 0        | 0        | 2        | —        | 0,0      | 0        | 0        | 0,0      | 0        | 0        |
| 1992              | GB                | 15       | 302      | 471      | 64,1%    | 3 227    | 18       | 13       | 76E      | 85,3     | 47       | 198      | 4,2      | 1        | 19       |
| 1993              | GB                | 16       | 318      | 522      | 60,9%    | 3 303    | 19       | 24       | 66E      | 72,2     | 58       | 216      | 3,7      | 1        | 27       |
| 1994              | GB                | 16       | 363      | 582      | 62,4%    | 3 882    | 33       | 14       | 49       | 90,7     | 42       | 202      | 4,8      | 2        | 36E      |
| 1995              | GB                | 16       | 359      | 570      | 63%      | 4 413    | 38       | 13       | 99E      | 99,5     | 39       | 181      | 4,6      | 3        | 40       |
| 1996              | GB                | 16       | 325      | 543      | 59,9%    | 3 899    | 39       | 13       | 80E      | 95,8     | 49       | 136      | 2,8      | 2        | 23       |
| 1997              | GB                | 16       | 304      | 513      | 59,3%    | 3 867    | 35       | 16       | 74       | 92,6     | 58       | 187      | 3,2      | 1        | 16       |
| 1998              | GB                | 16       | 347      | 551      | 63%      | 4 212    | 31       | 23       | 84E      | 87,8     | 40       | 133      | 3,3      | 1        | 35       |
| 1999              | GB                | 16       | 341      | 595      | 57,3%    | 4 091    | 22       | 23       | 74E      | 74,7     | 28       | 142      | 5,1      | 0        | 20       |
| 2000              | GB                | 16       | 338      | 580      | 58,3%    | 3 812    | 20       | 16       | 67E      | 78,0     | 27       | 108      | 4,0      | 0        | 18       |
| 2001              | GB                | 16       | 314      | 510      | 61,6%    | 3 921    | 32       | 15       | 67E      | 94,1     | 38       | 56       | 1,5      | 1        | 14       |
| 2002              | GB                | 16       | 341      | 551      | 61,9%    | 3 658    | 27       | 16       | 85E      | 85,6     | 25       | 73       | 2,9      | 0        | 17       |
| 2003              | GB                | 16       | 308      | 471      | 65,4%    | 3 361    | 32       | 21       | 66E      | 90,4     | 18       | 15       | 0,8      | 0        | 7        |
| 2004              | GB                | 16       | 346      | 540      | 64,1%    | 4 088    | 30       | 17       | 79E      | 92,4     | 16       | 36       | 2,3      | 0        | 17       |
| 2005              | GB                | 16       | 372      | 607      | 61,3%    | 3 881    | 20       | 29       | 170      | 70,9     | 18       | 62       | 3,4      | 0        | 20       |
| 2006              | GB                | 16       | 343      | 613      | 56%      | 3 885    | 18       | 18       | 82E      | 72,7     | 23       | 29       | 1,3      | 1        | 14       |
| 2007              | GB                | 16       | 356      | 535      | 66,5%    | 4 155    | 28       | 15       | 82E      | 95,7     | 29       | 12       | 0,4      | 0        | 21       |
| 2008              | NYJ               | 16       | 343      | 522      | 65,7%    | 3 472    | 22       | 22       | 56E      | 81,0     | 21       | 43       | 2,0      | 1        | 27       |
| 2009              | MIN               | 16       | 363      | 531      | 68,4%    | 4 202    | 33       | 7        | 63       | 107,2    | 9        | 7        | 0,8      | 0        | 4        |
| 2010              | MIN               | 13       | 217      | 358      | 60,6%    | 2 509    | 11       | 19       | 53E      | 69,9     | 17       | 8        | 0,5      | 0        | 10       |
| Carreira          | Carreira          | 302      | 6 300    | 10 169   | 62%      | 71 838   | 508      | 336      | 99       | 86,0     | 602      | 1 844    | 3,1      | 14       | 40       |

## Vida pessoal

### Familia e saúde

Deanna Favre em 2007

Favre casou-se com Deanna Tynes em 14 de julho de 1996. Juntos, eles têm duas filhas, Brittany (nascida em 1989) e Breleigh (nascida em 1999). Enquanto Favre ainda estava jogando, Brittany deu à luz seu primeiro neto. A NFL afirmou que na época não sabia de nenhum outro jogador ativo com netos.
A mãe de Favre, Bonita, ajuda a administrar suas propriedades na agricultura e no mercado imobiliário, administra seus apoios e aparições e supervisiona seu trabalho de caridade. Brett e Bonita Favre lançaram um livro em 2004 intitulado Favre que discute sua família e o Green Bay Packers, incluindo o Monday Night Football que se seguiu à morte do pai de Brett, Irvin Favre.
O sobrinho de Favre, Dylan, jogou como quarterback no Cedar Rapids Titans da Indoor Football League em 2016 depois de jogar em Universidade Estadual do Mississippi e na Universidade do Tennessee-Martin.
Favre bebia muito antes de se internar em uma clínica de reabilitação em 1999. Mais tarde, ele parou de beber álcool. Em 24 de setembro de 2024, ele afirmou que havia sido diagnosticado com doença de Parkinson.

### Treinador no ensino médio
Em 2012, Favre tornou-se o coordenador ofensivo da Oak Grove High School. Favre venceu seu primeiro jogo como parte da equipe de treinadores por um placar de 64-6. Em dezembro de 2013, com Favre ainda atuando como coordenador ofensivo, a Oak Grove High School ganhou o campeonato estadual da 6ª série do Mississippi.
Em maio de 2014, foi anunciado que Favre continuaria a ajudar em Oak Grove, mas não seria mais o coordenador ofensivo.

### Trabalho de caridade

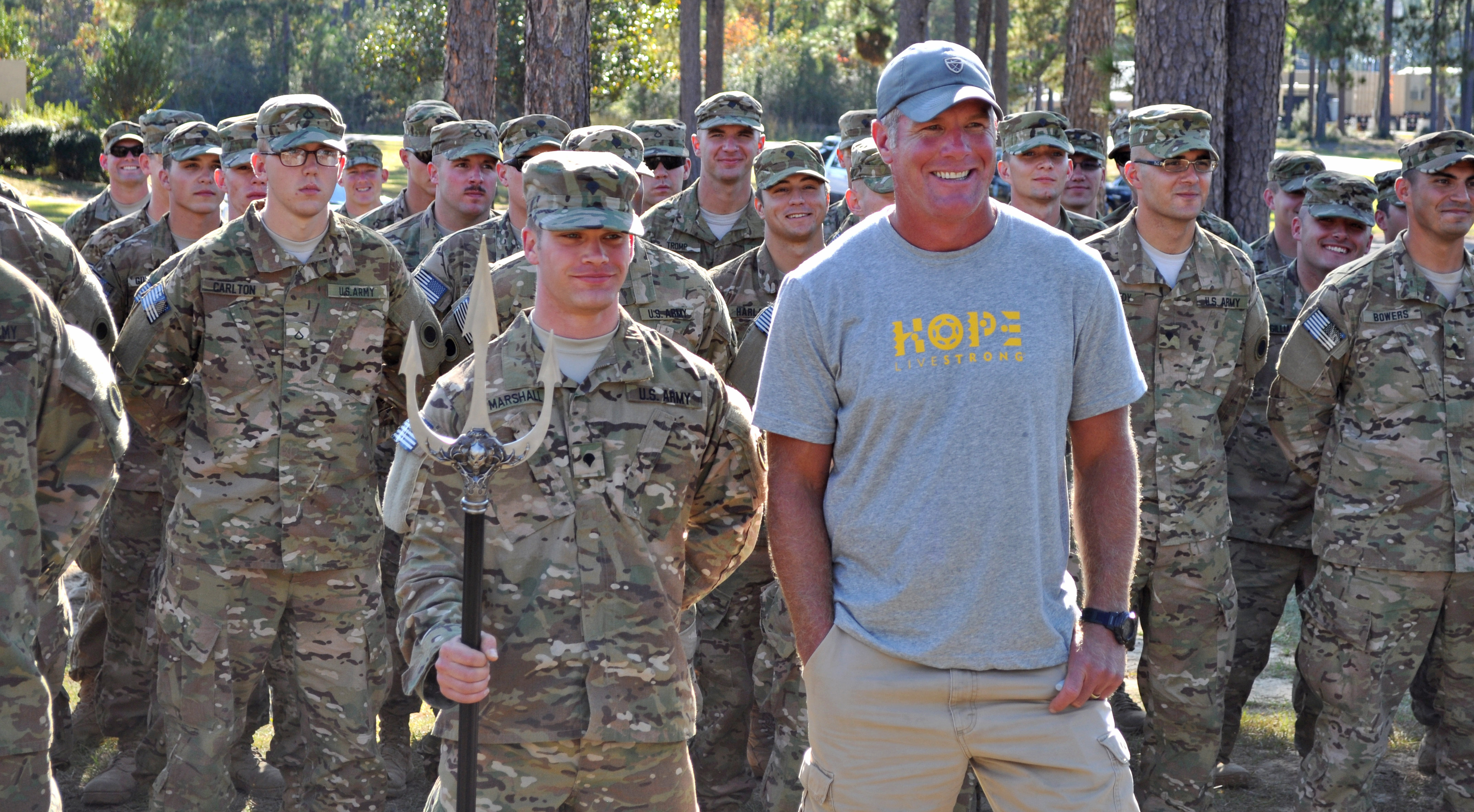
Favre em 2011

Favre estabeleceu a Brett Favre Fourward Foundation em 1996. Em conjunto com seu torneio anual de golfe, jantares de arrecadação de celebridades e arrecadação de fundos, a fundação doou mais de US $ 2 milhões para instituições de caridade em Mississippi e Wisconsin.
Ele também é conhecido por responder a solicitações feitas à sua fundação em relação a jovens com doenças graves, como câncer.

### Negócio
Em 1999, Favre trabalhou com o piloto da NASCAR, Dale Jarrett, para operar a Jarrett/Favre Motorsports na Busch Series, que durou duas temporadas.
A família Favre possui e opera o Brett Favre's Steakhouse, localizado em Green Bay, Wisconsin.
Em 2013, Favre se juntou ao Conselho de Administração da Sqor, uma plataforma de mídia social esportiva. O papel de Favre inclui embaixador do produto, insights esportivos e assessoramento da Sqor em interesses comerciais com equipes, ligas e conferências esportivas.

### Entretenimento
Favre fez uma aparição no filme de comédia romântica de 1998, Quem Vai Ficar com Mary?, como o antigo interesse amoroso do personagem de Cameron Diaz.

### Endossos
Favre tem sido um porta-voz de várias empresas, incluindo a Nike, Remington, Sensodyne, MasterCard e a Hyundai.
Antes da eleição para o segundo turno do Mississipi, em 24 de junho de 2014, Favre apoiou o senador republicano, Thad Cochran, em sua disputa contra o senador estadual Chris McDaniel.

### Política

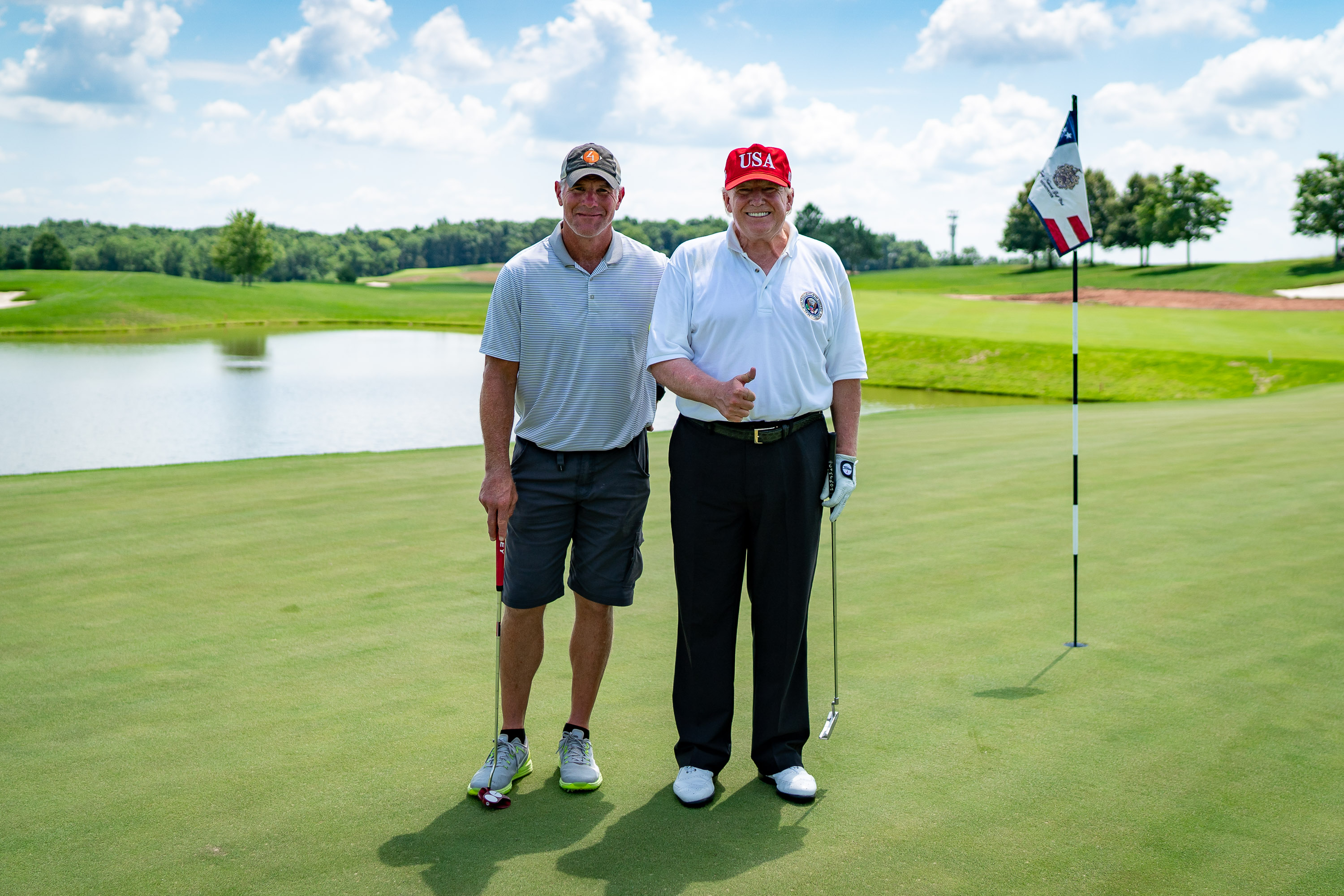
Favre com o então presidente Donald Trump em 2020.

Embora nunca tenha declaradamente dito ser Republicano ou Democrata, Favre majoritariamente expressou opiniões conservadoras e endossou vários políticos republicanos, incluindo Donald Trump na eleição presidencial de 2020.

## Controvérsias

### Alegações e investigação sobre sexting
Em 2010, a NFL investigou Favre sobre um suposto caso de sexting e por ter deixado mensagens inapropriadas para a jornalista do Jets Jenn Sterger em 2008. De acordo com a NFL, a análise forense não conseguiu provar que Favre enviou as fotografias questionáveis para Sterger. Favre não violou a política de conduta pessoal da NFL, mas foi multado em US$ 50 mil por não cooperar com a investigação.

### Escândalo dos fundos de assistência social do Mississippi
Em 2020, o envolvimento de Favre com o desenvolvimento e promoção de um medicamento para tratamento de concussões, o Prevasol, da corporação Prevacus, foi investigado. O Centro de Educação Comunitária do Mississippi (MCEC), suma organização em fins lucrativos, recebeu US$ 2,5 milhões dos cofres públicos federais desviados dos fundos de bem-estar de Assistência Temporária para Famílias Necessitadas (TANF) do Mississippi, bem como dezenas de milhões em fundos públicos como um elemento do esquema. O auditor do estado do Mississippi classificou o esquema como "o maior caso de peculato público na história do estado". Um grande júri do Condado de Hinds indiciou formalmente a fundadora do MCEC, Nancy New, e seu filho Zach por envolvimento no esquema. Favre apresentou os fundadores do MCEC aos principais funcionários do bem-estar social do estado. O antigo governador do Mississippi, Phil Bryant, também estava envolvido no escândalo.

#### Desvio de fundos para instalações de voleibol e empreendimento de biotecnologia
Uma ação judicial movida pelo estado do Mississippi alega que Favre orquestrou o desvio de fundos federais de assistência social para causas não relacionadas à assistência social.
Em 13 de setembro de 2022, o jornal Mississippi Today publicou mensagens de texto entre Favre e o ex-governador do Mississippi, Phil Bryant, mostrando o envolvimento de Favre em um plano para desviar US$ 5 milhões do dinheiro para uma causa defendida por Favre, uma nova instalação de vôlei na Universidade do Sul do Mississippi, sua alma mater e onde sua filha jogava vôlei. As mensagens de texto foram inseridas como prova em uma ação civil. Em um dos textos, Favre pergunta: "Se você me pagasse, a mídia poderia descobrir de onde veio e quanto?".
Favre ajudou a conseguir que US$ 2 milhões dos fundos fossem investidos em uma startup de biotecnologia na qual ele já havia investido.